# Matt Lanter
Matthew Mackendree « Matt » Lanter est un acteur et mannequin américain, né le 1er avril 1983 à Massillon dans l'Ohio.
Il se fait connaître du grand public, à la télévision, par le rôle de Liam Court dans la série dramatique 90210 (2009-2013).
Il est également rattaché à la franchise Star Wars pour avoir prêté sa voix au personnage d'Anakin Skywalker, notamment dans la série animée Star Wars: The Clone Wars (2008-2015 puis 2019), ainsi que dans le film d'animation Star Wars: The Clone Wars (2008).
Depuis, il est aussi connu pour tenir des rôles principaux dans des séries comme Star-Crossed (2014) et Timeless (2016-2018).

## Biographie
Né à Massillon dans l'Ohio, Matt Lanter est le fils de Jana Burson et de Joseph « Joe » Lanter.
Il a une sœur aînée prénommée Kara Day qui est professeur à la Rea View Elementary School de Waxhaw en Caroline du Nord.
Il joue au baseball, football, basket-ball, gymnastique ainsi qu'au golf et il a fait partie des Braves d'Atlanta. Il est allé à l'université de Géorgie afin d'y étudier le sport mais sa passion pour la comédie le mène à suivre une carrière d'acteur.

### Vie privée
Depuis 2009, Matt Lanter partage la vie d'Angela Stacy (née le 7 décembre 1984). Ils se fiancent en juin 2012, puis se marient le 14 juin 2013 à Malibu en Californie. Leur fille MacKenlee Faire Lanter est née le 30 décembre 2017.

## Carrière

### Débuts difficiles et voix

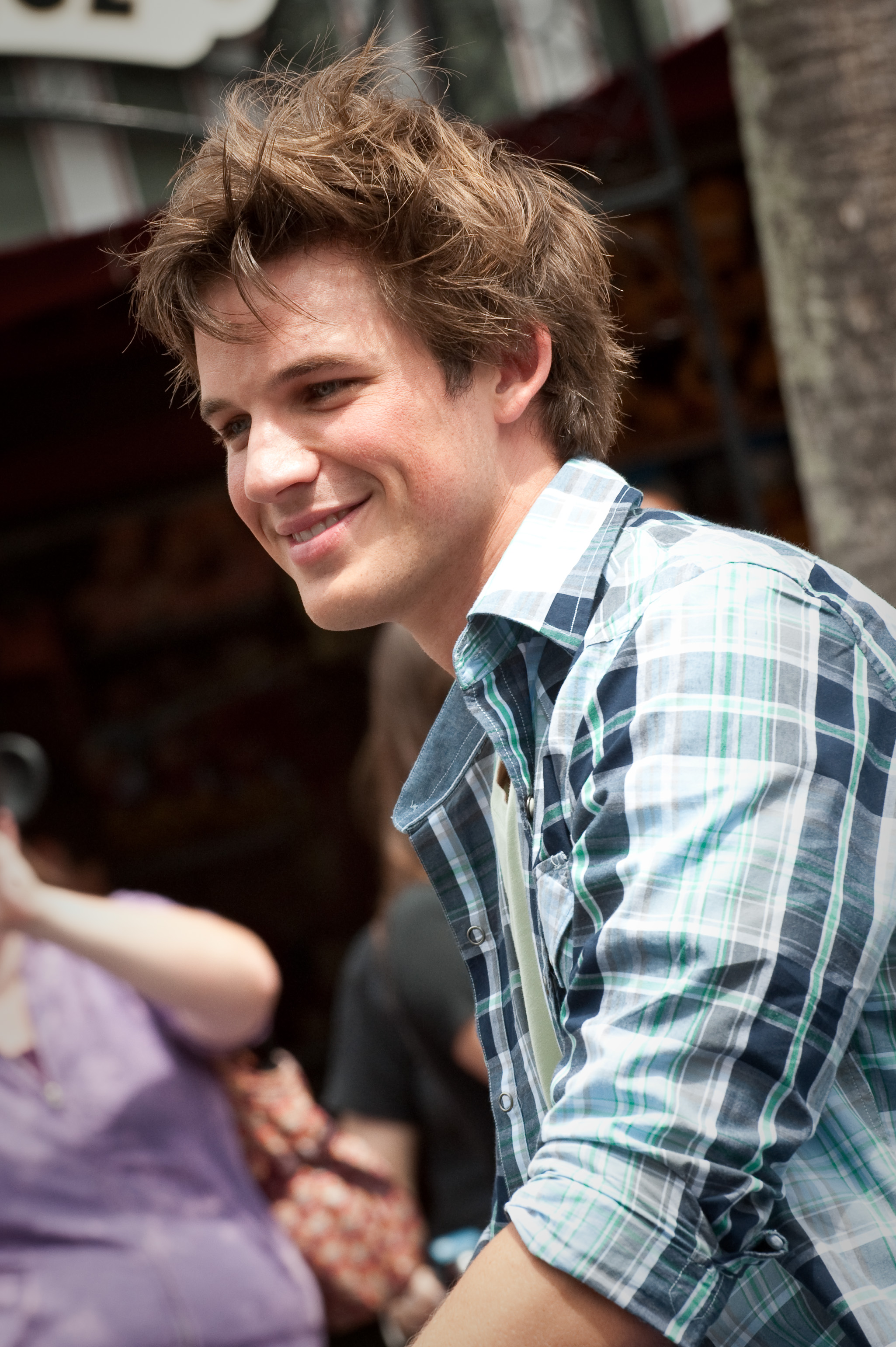
En 2009, lors d'une convention Star Wars.

Quelques semaines après avoir emménagé à Los Angeles, Matt auditionne pour le rôle de Nick dans la série surnaturelle Point Pleasant, entre le bien et le mal. Il est alors engagé pour ce qui sera son premier rôle récurrent durant la première (et seule) saison.
Il enchaîne ensuite les apparitions et fait ses armes dans des séries telles que Touche pas à mes filles, Grey's Anatomy, Big Love et Heroes.
De 2005 à 2006, il signe pour l'un des premiers rôles de la série politique Commander in Chief sur la chaîne ABC, incarnant le fils de la première femme présidente des États-Unis, jouée par Geena Davis. Malgré un certain plébiscite critique, la série est annulée à l'issue de la première saison, faute d'audiences. Le show a été diffusé du 27 septembre 2005 au 14 juin 2006.
En décembre 2006, il a été annoncé qu'il allait prêter sa voix au personnage Anakin Skywalker dans le film animé Star Wars: The Clone Wars qui est sorti le 15 août 2008. Il continue ensuite de prêter sa voix à Anakin Skywalker dans la série animée Star Wars: The Clone Wars dont le pilote a été diffusé le 3 octobre 2008 sur la chaîne Cartoon Network.
En 2008, il joue le rôle de Zach Conroy dans le téléfilm La Passion de la glace aux côtés de Francia Raisa et Christy Carlson Romano. En février 2008, il a été annoncé qu'il allait jouer le personnage central, Will, dans la comédie/parodie Film catastrophe aux côtés de Kim Kardashian, Vanessa Minnillo et Carmen Electra. Le film est sorti le 29 août 2008 et reçoit un accueil critique catastrophique et plus de six nominations lors des Razzie Awards 2008. La même année, il a été rapporté qu'il jouerait dans le remake de The House on Sorority Row (1983) intitulé Sœurs de sang aux côtés de Briana Evigan, Audrina Patridge et Rumer Glenn Willis. Le film est sorti le 11 septembre 2009 et reçoit des critiques globalement négatives.

### Révélation télévisuelle

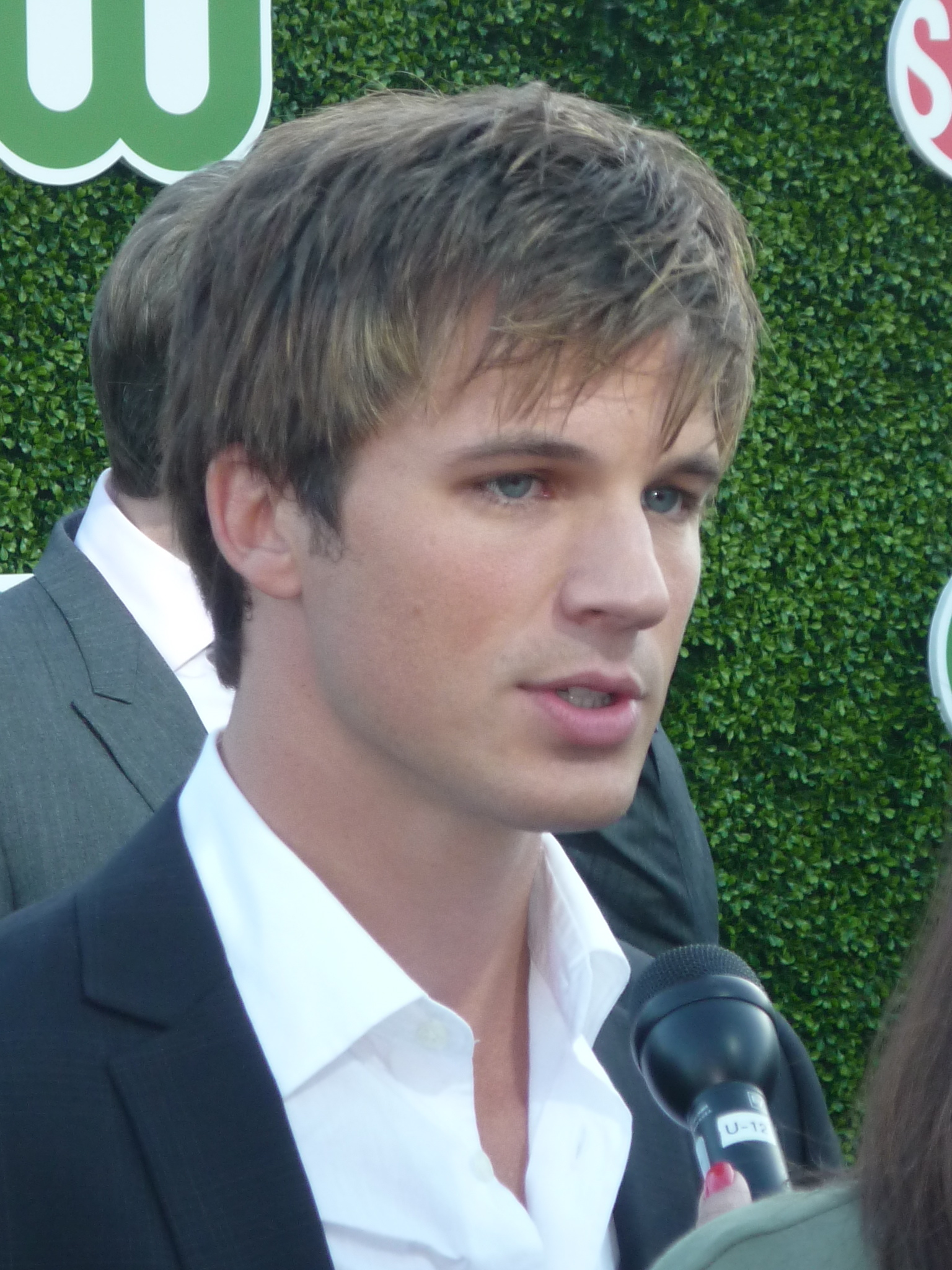
Lors d'une soirée organisée par le réseau The CW Television Network, en 2010.

En 2009, il décroche le rôle qui le révèle au grand public, celui de Liam Court dans la série dramatique 90210 sur la chaîne The CW qui est le spin-off de la série culte Beverly Hills 90210 (1990-2000). Initialement prévu pour quelques épisodes, le personnage plaît finalement au public et devient ainsi son premier rôle important. Il bénéficie d'une forte exposition grâce à ce drama populaire chez un jeune public. La série s'est achevée en mai 2013 au bout de cinq saisons.
Ce succès lui permet de poursuivre dans le domaine des voix de personnages dont celle d'Harry Osborn dans la série télévisée d'animation Ultimate Spider-Man.
En 2009, il tourne dans le thriller, The Roommate aux côtés de Minka Kelly, Leighton Meester et Cam Gigandet. Le film devait sortir en octobre 2010 mais la production connait quelques chamboulements : Un temps avancé au 17 septembre 2010, le film est finalement sorti le 4 février 2011.
Entre-temps, en mars 2010, il signe pour jouer une parodie du personnage d'Edward Cullen dans la comédie potache Mords-moi sans hésitation, un long métrage qui se moque ouvertement de la saga Twilight.

#### Premier rôle à la télévision et cinéma

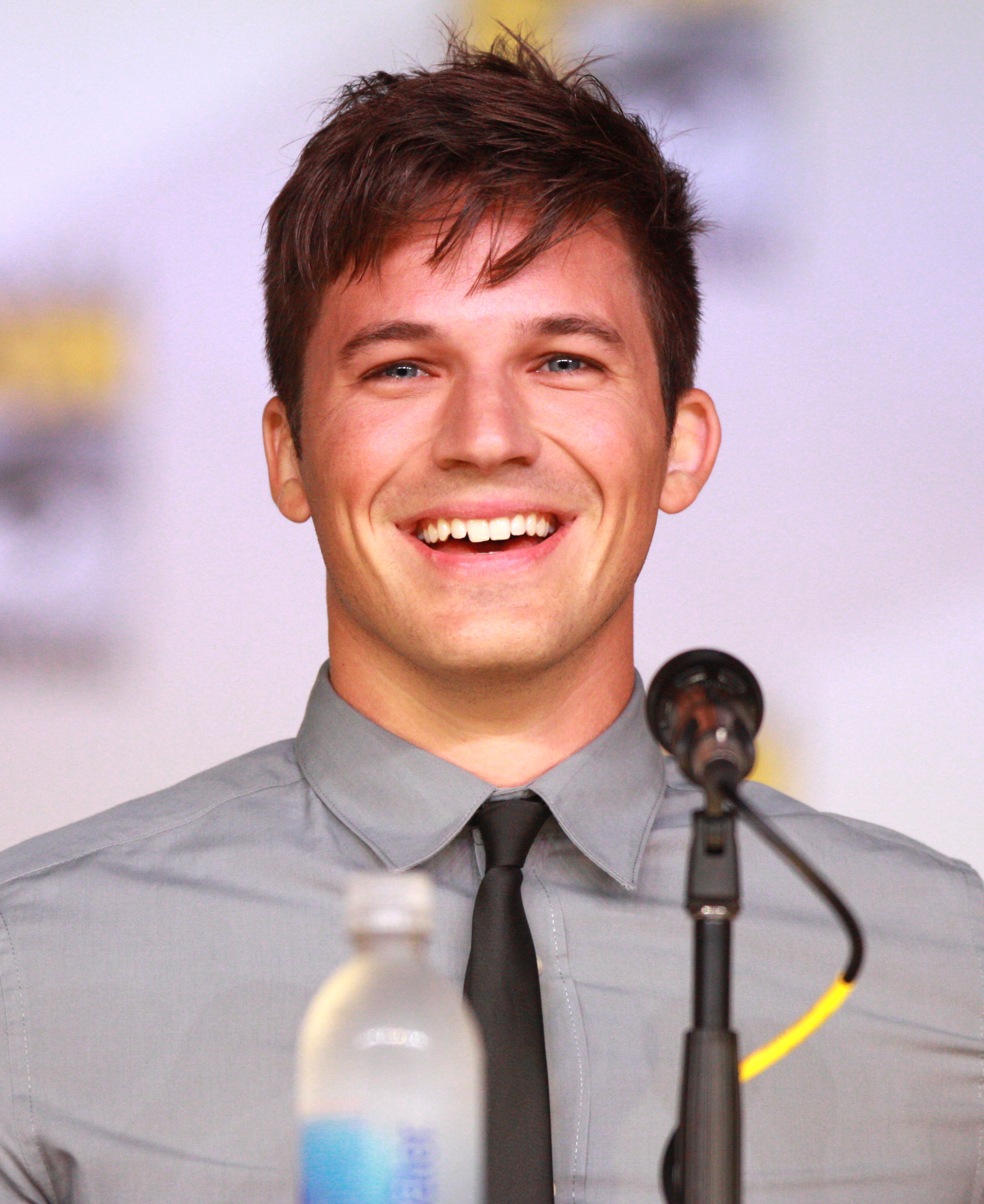
Au Comic-Con de San Diego, en 2013, pour la présentation de la série télévisée Star-Crossed.

En 2013, le réseau The CW lui offre le rôle principal masculin aux côtés d'Aimee Teegarden, Grey Damon et Malese Jow dans la nouvelle série de science-fiction, Star-Crossed, dont le premier épisode a été diffusée le mardi 17 février 2014.
Le programme est cependant rapidement arrêté à la suite de mauvaises audiences.
Il rebondit en 2016, lorsqu'il signe pour l'un des rôles principaux de la série de science-fiction Timeless, diffusée sur le réseau NBC, aux côtés d'Abigail Spencer et Malcolm Barrett.
L’année suivante, le magazine Variety annonce l'arrivée de Matt Lanter dans la distribution de Pitch Perfect 3 qui sort fin 2017.
En 2018, à la suite d'une importante mobilisation de la communauté de fans de Timeless, la série qui venait d’être annulée par la NBC, se voit bénéficier d’une conclusion sous forme de téléfilm événement. La même année, il joue un drame indépendant intitulé Chasing the Rain.
L'année suivante, il rejoint la distribution principale d'une série fantastique développée par la plateforme Netflix, Jupiter's Legacy, inspirée du roman graphique de Mark Millar et Frank Quitely, aux côtés de Leslie Bibb et Josh Duhamel.

## Filmographie

### Cinéma

#### Longs métrages
- 2004 : Bobby Jones, naissance d'une légende (Bobby Jones : Stroke of Genius) de Rowdy Herrington : Le caddie de Bobby Jones
- 2008 : WarGames : The Dead Code de Stuart Gillard : Will Farmer
- 2008 : Film catastrophe (Disaster Movie) de Jason Friedberg et Aaron Seltzer : Will
- 2008 : Star Wars: The Clone Wars (Star Wars : The Clone Wars) de Dave Filoni : Anakin Skywalker
- 2009 : Sœurs de sang (Sorority Row) de Stewart Hendler (en) : Kyle
- 2010 : Mords-moi sans hésitation (Vampires Suck) de Jason Friedberg et Aaron Seltzer : Edward Cullen
- 2011 : The Roommate (The Roommate) de Christian E. Christiansen (en) : Jason
- 2012 : Clochette et le Secret des fées (Secret of the Wings) de Peggy Holmes (en) et Roberts Gannaway : Sled
- 2013 : Liars All de Brian Brightly : Mike
- 2015 : La Ligue des justiciers : Le Trône de l'Atlantide (Justice League : Throne of Atlantis) de Ethan Spaulding (en) et Jay Oliva : Aquaman / Arthur Curry
- 2016 : USS Indianapolis : Men of Courage (USS Indianapolis) de Mario Van Peebles : Brian « Bama » Smithwick
- 2017 : Pitch Perfect 3 de Trish Sie : Chicago[9]
- 2018 : La Mort de Superman (The Death of Superman) de Jake Castorena : Aquaman / Arthur Curry
- 2018 : Chasing the Rain de Cynthia Gus : Eric

#### Court métrage
- 2019 : Fanboy de Gillian Greene : Ben

### Télévision

#### Séries télévisées
- 2005 : Point Pleasant, entre le bien et le mal (Point Pleasant) : Nick
- 2005 : Touche pas à mes filles (8 Simple Rules) : Brendon
- 2005 - 2006 : Commander in Chief : Horace Calloway
- 2006 : Mari et Femmes (Big Love) : Gibson
- 2006 : Heroes : Brody Mitchum
- 2006 : Shark : Eddie Linden
- 2007 : Les Experts (CSI : Crime Scene Investigation) : Ryan Lansco
- 2007 : Monk : Clay Bridges
- 2007 : Grey's Anatomy : Adam Singer
- 2008 : Life : Patrick Bridger
- 2008 - 2020 : Star Wars : The Clone Wars : Anakin Skywalker (voix[10])
- 2009 - 2013 : 90210 Beverly Hills : Nouvelle Génération (90210) : Liam Court
- 2012 : Scooby-Doo : Mystères associés (Scooby-Doo! Mystery Incorporated) : Baylor Hotner (voix)
- 2012 : The High Fructose Adventures of Annoying Orange (en) : Matt la Poire (voix)
- 2012 - 2017 : Ultimate Spider-Man : Flash Thompson / Agent Venom (voix)
- 2014 : Star-Crossed : Roman
- 2015 : The Astronaut Wives Club : Ed White
- 2015 : Les Experts : Cyber (CSI : Cyber) : Tristan Jenkins
- 2016 : Star Wars Rebels : Anakin Skywalker (voix)
- 2016 - 2018 : Timeless : Wyatt Logan
- 2017 - 2018 : Star Wars : Forces du destin : Anakin Skywalker / Boushh (voix)
- 2019 : The Mandalorian : Daveen, Le soldat de la Nouvelle République
- 2019 : Avengers Rassemblement : James Barnes / Un journaliste (voix)
- 2021 : Jupiter's Legacy : George Hutchence / Skyfox
- 2022 : Tales of the Jedi : Anakin Skywalker (voix)
- 2023 : S.W.A.T. : saison 6 - épisode 16
- 2024 : Star Wars: The Bad Batch : Olly (voix)
- 2025 : Motorheads : Darren

#### Téléfilms
- 2007 : Judy's Got a Gun de Sheree Folkson : Isaac Prentice
- 2008 : La Passion de la glace (The Cutting Edge 3 : Chasing the Dream) de Stuart Gillard : Zack Conroy

### Jeux vidéo
- 2008 : Star Wars: The Clone Wars : Anakin Skywalker
- 2009 : Star Wars: The Clone Wars - Les Héros de la République : Anakin Skywalker
- 2011 : Lego Star Wars 3: The Clone Wars : Anakin Skywalker
- 2012 : Kinect Star Wars : Anakin Skywalker
- 2014 : Disney Infinity: Marvel Super Heroes : Venom
- 2015 : Disney Infinity 3.0 : Anakin Skywalker / Venom
- 2016 : Lego Marvel's Avengers : Ulysses Klaue
- 2016 : Lego Star Wars : Le Réveil de la Force : Anakin Skywalker
- 2022 : Lego Star Wars : La Saga Skywalker : Anakin Skywalker

## Distinctions
Sauf indication contraire, les informations mentionnées dans cette section peuvent être confirmées par la base de données cinématographiques IMDb,  présente dans la section « Liens externes ».

### Récompense
- 2013 : Behind the Voice Actors Awards de la meilleure performance vocale d'ensemble dans une série télévisée d'animation Star Wars: The Clone Wars  (2008-2020).

### Nominations
- 2012 : Behind the Voice Actors Awards de la meilleure performance vocale d'ensemble dans une série télévisée d'animation Star Wars: The Clone Wars  (2008-2020).
- 2013 : BTVA People's Choice Voice Acting Awards de la meilleure performance vocale d'ensemble dans une série télévisée d'animation Star Wars: The Clone Wars  (2008-2020).
- 2015 : Behind the Voice Actors Awards de la meilleure performance vocale d'ensemble dans une série télévisée d'animation Star Wars: The Clone Wars  (2008-2020).